# 丙磺舒
丙磺舒（INN：probenecid，缩写：PBN，化学名：对-[(二丙氨基)磺酰基]苯甲酸，别名：羧苯磺胺:1-2）是一种化学药物。为促尿酸排泄剂和抗生素辅助药物。用于治疗慢性痛风和β-内酰胺抗生素、头孢菌素药物增效剂。

## 历史
丙磺舒于1949年由Miller、Ziegler和Sprague首次合成，并命名为“Benemid”。
第二次世界大战期间，由于青霉素价格昂贵且稀缺，霍华德·弗洛里为首的科研人员希望通过寻找一种药物来减少肾脏对青霉素的排泄来延长药效，减少青霉素用量。研究者在先后尝试马尿酸、卡林酰胺（carinamide）、卡龙酰胺（caronamide）等苯甲酸衍生物之后。丙磺舒以低毒性，延长青霉素半衰期效果强而被选中，并于1950被被默沙东实验室正式作为青霉素辅助用药。并开启了1950-1960年代丙磺舒与β-内酰胺抗生素相互作用机制的研究活跃时期:前言+12-14。同期又发现其具有促进尿酸排泄作用，其适应症扩大到慢性痛风。，但随着抗生素生产技术的发展，丙磺舒的抗生素辅助用途被逐渐放弃。
1960年代曾因发现被发现可以阻断酸代谢物从中枢神经系统流出，因此成为研究脑和脑脊液神经递质水平的重要工具。并诞生了“丙磺舒测试”技术用于研究抑郁症及其他心理和神经系统疾病。
1987年泛美运动会首次检测到有运动员用丙磺舒掩蔽类固醇药物检测。1988年被国际奥委会列入禁药清单。

## 理化性质
丙磺舒为白色无臭粉末。
- 熔点：198-201℃。
- 溶解性：溶于丙酮、乙醇、氯仿等有机溶剂、几乎不溶于水和稀酸溶液。
脂溶性，Kp值（氯仿/ 0.1 M HCl）>2000
- 电离：为弱酸，pKa=3.4（水）、5.8（甲醇）[3][4]:1

## 医学用途
- 促进尿酸排泄：

用于治疗慢性痛风和高尿酸血症。因为肝肾毒性原因在中国大陆已经被淘汰。
- 药物增效剂：

主要用于增加β-内酰胺抗生素、头孢菌素等抗生素的血药浓度和半衰期，减小抗生素用量和次数，降低不良反应和耐药株产生。
同时发现对于齐多夫定、西多福韦、更昔洛韦等抗病毒药物也有一定增效作用:15。
- 掩蔽剂：

作为掩蔽剂，用于掩蔽某些运动员违禁药物的检测（尿检）。

## 不良反应
常见不良反应：恶心、食欲不振、头晕、呕吐、头痛、牙龈疼痛或尿频等。
罕见不良反应：血小板减少症、溶血性贫血、白血病和脑病变。
丙磺舒理论上会引起尿酸盐晶体的在尿路沉积，增加腎結石、肾绞痛和肾功能损害的风险。因此肾结石和/或肾功能不全的患者被限制使用丙磺舒。

## 药物相互作用
丙磺舒除了可以通过减少上述β-内酰胺类抗生素和抗病毒药物的排泄来实现血药浓度增加外，还对卡托普利、吲哚美辛、酮洛芬、酮咯酸、萘普生、喹诺酮类、甲氨蝶呤和劳拉西泮等药物起减少排泄作用，从而导致这些药物的浓度增加。

## 药理学

### 吸收与代谢
丙磺舒口服吸收率高，与白蛋白结合率高，血浆球蛋白结合率低。除肾脏外，丙磺舒不会在组织和器官中积蓄，主要在肾脏肾小管中积蓄。且因其脂溶性可透过血脑屏障。
丙磺舒在体内代谢途径：首先经过丙基侧脸氧化、然后与葡萄糖醛酸结合形成乙醇葡萄糖醛酸化合物代谢产物或者丙磺舒原型药物直接排泄:2-4。

### 排泄
丙磺舒主要经肾排泄，排泄产物少部分为原型药物(5-11%),大部分主要为丙磺舒的酰基葡萄糖醛酸结合物(约占55.7%)，其在肾小管细胞中生成，其余排泄产物为约等量的4种丙磺舒的单N-丙基、仲醇、羧酸、伯醇形式代谢产物:4-6。

## 作用机制
丙磺舒作为酸性化合物，本身以及代谢产物通过作用于肾近曲小管的有机阴离子转运蛋白(OAT)中尿酸盐转运蛋白（Urate Transporter 1，URAT1）的主动排泌作用，抑制尿酸盐在肾小管的重吸收使得尿酸从尿液中排出，从而减低血液尿酸浓度:12-16。同时可通过抑制泛连接蛋白-1（Pannexin-1）减少白细胞介素-1β( IL-1β)来减少痛风结石造成的炎症反应
丙磺舒作用于OAT，除了抑制尿酸重吸收外，还可与青霉素等β-内酰胺类抗生素竞争排泄，从而增加抗生素血液浓度。头孢菌素和西多福韦的肾毒性也是通过这些OAT介导的，因此丙磺舒可用于减少这些药物的肾毒性作用:17-18。

## 合成
4-氰基苯磺酰氯经二丙胺磺胺化，后酸性下水解即可得到丙磺舒